# Mikhaïl Viliev
Mikhaïl Anatolievitch Viliev, né le 20 août 1893 et mort le 1er décembre 1919 à Pétrograd est un astronome spécialiste de mécanique céleste et historien de l'astronomie russe.

## Biographie
Mikhaïl Viliev obtient son diplôme de la faculté de physique et mathématiques de l'université de Pétrograd en 1915 et il reste comme employé au département d'astronomie pour se préparer à un poste d'enseignant. Il commence à enseigner à l'université, donnant notamment des cours sur la chronologie, la théorie mathématique du calendrier et l'histoire de l'astronomie. Il participe à des expéditions d'observation d'éclipses solaires en 1912 et 1914. Entre 1916 et 1919 il travaille à l'observatoire de Poulkovo puis, à partir de 1919, au département d'astronomie de l'institut Lesgaft de sciences naturelles (ru).
Spécialisé en mécanique céleste et en histoire de l'astronomie, il développe la théorie des perturbations pour les planétoïdes et calcule les orbites de nombreux astéroïdes et comètes.
Il manifeste un intérêt particulier pour la prédiction des éclipses et les problèmes de chronologie. Il a développé une théorie sur les positions de la Lune, du Soleil et des principales planètes pour les dates d'événements historiques anciens, interprétant les références aux phénomènes astronomiques dans les chroniques. Dans son « Canon des éclipses solaires russes » décrit dans le livre de Daniil Sviatski (ru) de 1915 il a calculé toutes les éclipses solaires visibles en Russie du XIe au XVIIIe siècles.
Il maîtrisait également plusieurs langues étrangères modernes, ainsi que le latin, le grec ancien et l'hébreu. Capable de lire les hiéroglyphes égyptiens et l'arabe, il a traduit les annales guèzes.
Il décède à Pétrograd à l'âge de 26 ans, victime de la pandémie grippale de 1918. En seulement 7 ans d'activité il a écrit plus de 120 articles sur l'astronomie et l'histoire des sciences. Sa monographie sur le calcul des orbites, l'un de ses principaux travaux de recherche de l'astronomie théorique, est publiée en 1938.

## Distinctions
Il a donné son nom
- au cratère lunaire Vil'ev[3] ;
- à l'astéroïde (2553) Viljev (découvert par Nikolaï Tchernykh)[4].